# پرسول داوسون
 پرسول داوسون (انگلیسی: Percival Davson؛ ۳۰ سپتامبر ۱۸۷۷ – ۵ دسامبر ۱۹۵۹) یک تنیس‌باز اهل بریتانیا بود. 